# Provincia Sud-Ubangi
Provincia Sud-Ubangi este o unitate administrativă de gradul I, una dintre cele 25 noi provincii ale Republicii Democratice Congo, create în reîmpărțirea din 2015.
Reședința sa este orașul Gemena.